# Reichsgau Wartheland
Vous lisez un « bon article » labellisé en 2020.
1939–1945
Entités précédentes :
- Deuxième République

Entités suivantes :
- République populaire de Pologne

Le Reichsgau Wartheland ou Warthegau (du nom de la rivière Warthe), à l'origine appelé « Reichsgau Posen », est une circonscription territoriale allemande constituée à partir de plusieurs territoires polonais annexés par le Reich en 1939.
Composé à partir de la province historique de Posnanie rendue à la Pologne en 1919. Le Reichsgau Wartheland, parfois nommé Warthegau, est créé le 1er novembre 1939 en application du décret signé par Hitler le 26 octobre 1939 qui organise les territoires polonais échus au Troisième Reich. Couvrant une surface de 43 905 km2 pour 4 693 700 habitants en 1941, le Gau est majoritairement peuplé de Polonais, mais comporte une minorité allemande significative, issue notamment de la colonisation du XIXème siecle, lors de la domination prussienne et d’une volonté de germanisation.
Confié à Arthur Greiser, ancien président du Sénat de Dantzig, le Reichsgau vit sous un régime légal spécifique aux territoires annexés au Reich. Dans ce cadre, le programme racial nazi est appliqué avec fanatisme : expulsion et extermination des Juifs et des Polonais, destruction des synagogues et des églises polonaises, ainsi que des bibliothèques hébraïques et polonaises, en prélude à la colonisation par des Allemands du Reich ou des Volksdeutsche rapatriés.
Relativement épargné par les combats et les bombardements alliés durant la majeure partie de son existence, le Gau s'enfonce dans le chaos lors de l'offensive soviétique, lancée à partir du 12 janvier 1945 et disparaît de fait à la suite des succès soviétiques de la fin du mois. Les populations allemandes, que les responsables mis en place en 1939 abandonnent à leur sort, fuient dans le désordre vers l'Ouest, au prix de nombreux morts dus au froid et aux violences de la guerre, tandis que la ville de Posen, encerclée, subit un siège pendant près d'un mois.

## Création d'un «Gau exemplaire»

### Contexte de la mise en place du Reichsgau
Après la conquête de la Pologne, la partie du pays dévolue au Reich en vertu du pacte germano-soviétique est divisée en deux territoires distincts : les régions directement annexées au Reich et celles destinés à former un Reststaat : le Gouvernement général de Pologne. Préparé dans un contexte marqué par les hésitations d'Hitler sur la nature du cadre administratif destiné à régir les territoires dévolus au Reich, le décret du 8 octobre 1939, destiné à être appliqué le 1er novembre 1939, organise ces territoires annexés : sont créés deux Reichsgaue, le Gau de Posnanie, renommé le 29 janvier 1940 en Reichsgau du Wartheland, pays de la Warthe, du nom allemand du principal affluent de l'Oder, et le Reichsgau de Dantzig-Prusse Occidentale, tandis que d'autres territoires polonais sont rattachés aux Gaue de Basse-Silésie et de Prusse orientale.
Sur le modèle de ce qui avait été fait en Autriche, les deux Gaue constitués à partir des territoires annexés héritent d'un statut particulier. Le Gauleiter exerce son autorité à la fois sur le parti nazi et sur les services locaux de l'administration centrale. Cependant, souhaitant façonner un Gau-modèle ou Mustergau parmi les Gaue du Troisième Reich, le Gauleiter Arthur Greiser, affranchi du cadre juridique en vigueur dans l'Altreich, dispose d'une latitude totale dans l'administration du territoire dont il a la charge. Ce dernier érige ainsi son Gau en « zone expérimentale » de l'« ordre nouveau national-socialiste ».

### Mise en place des structures administratives
À la fin du mois d'octobre 1939, l'administration militaire mise en place lors de la conquête cesse de fonctionner, en vertu des termes du décret du 8 octobre : cette administration cède la place dans un premier temps à un vide juridique, qui est comblé au printemps 1940, puis, dans un second temps, à un régime administratif et légal différent de celui ayant cours dans l'Altreich.
Dans ce Reichsgau, une nouvelle administration, appuyée dans un premier temps par les services administratifs de l'armée qui restent sur place, est installée par le Gauleiter, parfois contre l'avis des fonctionnaires du ministère de l'Intérieur, dont les représentants sont renvoyés dans le Altreich, à l'image de leurs collègues des autres ministères. Pour remplacer ces fonctionnaires, allemands ou prussiens, Arthur Greiser, affranchi des cadres réglementaires et législatifs de l'Altreich et soutenu par Hitler, réorganise l'administration en la peuplant de vétérans du NSDAP, le plus souvent totalement incompétents sur le plan administratif. Devant affronter l'opposition des fonctionnaires, représentants de l'appareil d'État, Greiser défend néanmoins l'idée, le temps du conflit, d'un modus vivendi entre le ministère de l'Intérieur et les représentants nazis sur place. Cette administration participe au maillage du territoire par le régime, le plus dense de tous les territoires polonais contrôlés par le Reich.
L'« état d'exception administratif », permis par le renvoi des fonctionnaires de l'État dans l'Altreich, entraîne la mise en place d'un enchevêtrement de pouvoirs spéciaux, souvent concurrents les uns des autres, et remet en cause le principe de l'unité juridique et administrative du Reich. Dès le mois de novembre 1939, les responsables politiques du Gau constatent par exemple l'autonomie d'action de la SS, ce dont Greiser se plaint devant Goebbels en janvier 1940.
Comme dans l'ensemble des Gaue du Reich, Himmler nomme en effet un chef des SS et de la police, Wilhelm Koppe. Celui-ci, représentant permanent du Reichsstatthalter, hérite des compétences de la SS sur la politique raciale dans le Gau. Wilhelm Koppe est ainsi investi de l'ensemble des prérogatives de Himmler dans le Gau : il exerce donc son autorité sur les camps de concentration, les différentes polices et la SS et ses agences, ainsi que sur la politique raciale. Celui-ci s'affirme comme le partisan d'une politique radicale, appuyée sur les inflexions de Reinhard Heydrich, tout en restant le représentant sur place de Himmler. Il s'affirme dans ce contexte comme un frein à la concurrence de ses subordonnés dans les districts.

### LeGauleiter

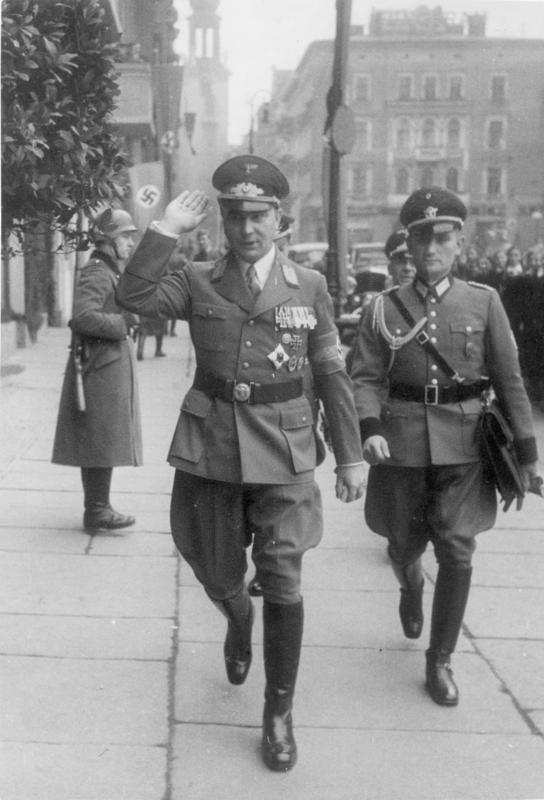
Arthur Greiser à Posen en octobre 1939.

Le décret du 8 octobre 1939 confère ainsi la dignité de Gauleiter à Arthur Greiser, membre du NSDAP depuis décembre 1929, président du Sénat de Dantzig depuis 1934. Nommé à la demande expresse de Hitler et doté de pouvoirs dictatoriaux, il est secondé par August Jäger, ancien fonctionnaire prussien du ministère des affaires ecclésiastiques et vétéran du Kirchenkampf.
Proche de Himmler et de Bormann,, Greiser cumule, comme Albert Forster, Gauleiter de Dantzig-Prusse Occidentale, ses fonctions de Gauleiter avec celles de Reichsstatthalter, et, à ce titre, exerce rapidement un pouvoir absolu dans sa circonscription. À la fois gouverneur, chef de l'administration d'État, et responsable du parti, il se trouve placé directement sous le contrôle du Führer. Il se voit octroyer au fil du conflit de plus en plus de pouvoirs spéciaux dans les domaines de compétences les plus divers. Ainsi, le 29 septembre 1941, il défend la totalité de ses prérogatives dans un courrier au ministre de l'Intérieur Frick, insistant sur la mission politique et raciale que lui a confiée Hitler, affirmant à cette occasion son rôle dans l'élaboration des projets coloniaux pour le Gau (il aspire à le transformer en grenier à blé du Reich).
Comme beaucoup de responsables nazis en poste dans les territoires annexés ou simplement occupés, il fait preuve de rapacité, allant jusqu'à détourner pour son profit personnel les deux tiers des maigres salaires versés aux travailleurs forcés juifs du ghetto de Łódź.

### Un territoire juridique spécifique dans le Reich
Le statut particulier des Gaue constitués par le décret du 8 octobre 1939 remet en cause le principe de l'unité administrative du Reich. En effet, par rapport aux Gaue de l'Altreich, le Warthegau, le plus vaste des territoires annexés au Reich avec une superficie de 44 000 km2, permet la mise en œuvre d'une politique de germanisation radicale.
Le décret du 8 octobre définit les obligations des personnes résidant dans les territoires annexés : intégré du point de vue économique, le Reichsgau voit sa population allemande, environ 7 % de la population totale du Reichsgau, privée d'un certain nombre des droits des citoyens de l'Altreich. Conçu comme une zone expérimentale pour la société national-socialiste, ce Reichsgau constitue, avec l'ensemble des territoires polonais annexés au Reich, une zone de non-droit, un rechtsfreier Raum: en effet, dans ces territoires intégrés au sein du Reich, les garanties de droit existant pour les citoyens de l'Altreich ne s'appliquent pas, tout comme le code pénal en vigueur dans le Reich. De plus, ces Allemands ne peuvent se déplacer librement dans le Reich qu'après avoir obtenu un laissez-passer particulier tandis que les Polonais et les Juifs ne peuvent que se déplacer dans les limites administratives du Gau.
De même, le droit foncier, théoriquement régi par la loi de septembre 1933, ne peut être appliqué dans le Reichsgau : en effet, les propriétés dépendent de Himmler, commissaire du Reich pour le renforcement de la race allemande, et sont octroyées à titre provisoire, à charge pour le colon et sa descendance de rembourser la dette ainsi contractée ; s'il s'en révèle incapable, sa propriété, révocable, s'apparentant à une tenure, à un fief, lui est reprise par le Reichsführer.
Dans un tout autre domaine, celui de la politique religieuse, le Gau est déclaré konkordatsfreie Zone, zone exclue du champ d'application du concordat de 1933, permettant la mise en œuvre d'une politique de déchristianisation radicale. Le concordat polonais du 10 février 1925 est également déclaré caduc, du fait de la disparition de l'État polonais, et la politique de déchristianisation frappe de plein fouet les paroisses polonaises, considérées comme des foyers de résistance potentielle et des piliers de l'identité polonaise.

## Allemands et Polonais dans le Gau
Territoire polonais annexé au Reich, le Reichsgau constitue, avec les autres territoires polonais annexés, le premier champ d'expérimentation des projets coloniaux et raciaux nazis, en accord avec les projets exposés par Hitler en octobre 1939. Ainsi, rompant délibérément avec la politique de germanisation des Polonais menée par le Reich entre 1871 et 1918, entraînant, sous couvert d'une « germanisation lente », un processus de « polonisation rapide », Hitler projette dans un premier temps une prise de possession, une germanisation, du sol, les Polonais en ayant été expulsés au préalable. Sur le terrain, la politique raciale, comprenant la colonisation, les expulsions et la politique antisémite, est placée sous la responsabilité de la SS et de son représentant sur place, Wilhelm Koppe, Höherer der SS und Polizeiführer ; celui-ci, dès le 11 novembre 1939, met en place deux états-majors spéciaux, compétents l'un pour l'expulsion des Juifs et des Polonais, l'autre pour l'installation dans le Gau des Volksdeutsche rapatriés des territoires envahis par l'URSS en Pologne, dans les pays baltes (germano-baltes), en Bucovine (Allemands de Bucovine) et en Bessarabie (Allemands de Bessarabie).
Les responsables allemands dans le Gau mènent, dans le cadre du programme Heim ins Reich, « un foyer dans le Reich », une politique systématique de spoliation, d'expulsion et d'extermination des populations polonaises et juives, tout en favorisant la minorité allemande. Cette politique brutale en Pologne annexée doit être menée, selon Hitler, selon les principes du Volkstumskampf, le « combat racial », et ainsi être « affranchie de tout cadre juridique » : Aussi Greiser applique-t-il avec zèle ce que ses subordonnés appellent la « politique des trois E : expulsion, exploitation, extermination » (en allemand, « drei A System »).

### Les expulsions, prélude à la germanisation totale

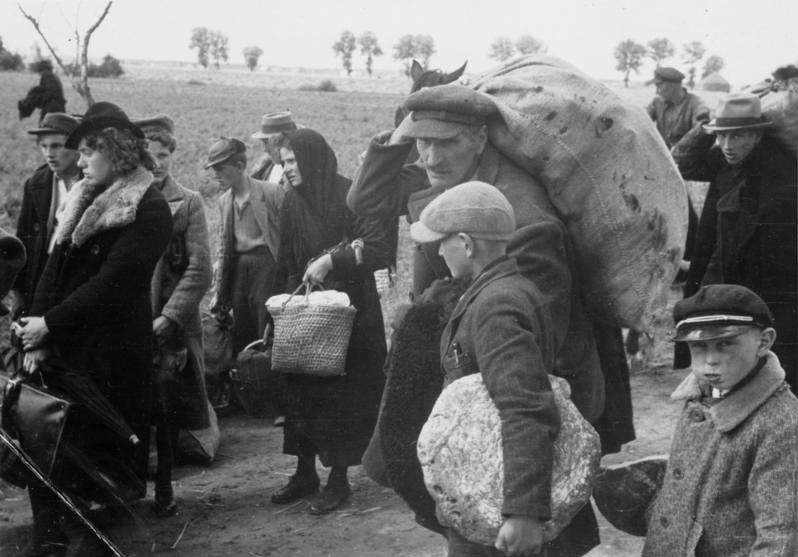
Expulsion des habitants polonais de la ville de Schwartzenau en 1939.

Conformément aux textes mettant en place le Gau, la politique raciale dans sa totalité relève de la compétence de la SS et de son chef dans la circonscription, Wilhelm Koppe.
Des listes d'habitants polonais et juifs sont ainsi établies, mais se révèlent rapidement peu fiables, en raison des massacres désordonnés perpétrés par les Allemands lors de leur conquête de la Pologne et de la fuite de certains habitants vers la Slovaquie ou l'Union soviétique.
Dès le début de l'occupation, en novembre 1939, les responsables locaux de la politique raciale dans le Gau fixent le nombre de Polonais et de Juifs à expulser avant le mois de mars 1940 à 300 000 personnes. Ainsi, de nombreux Juifs du Wartheland sont rapidement expulsés sur ordre de Greiser vers le Gouvernement général au cours de l'hiver 1939-1940. Cependant, ce départ forcé se fait dans le chaos le plus total, rien n'étant prévu sur le lieu d'arrivée pour accueillir les 150 000 expulsés. Au cours des mois suivants, la politique de Greiser rencontre l'opposition de Hans Frank, le gouverneur général de Pologne ; la tentative de conciliation entre les deux satrapes nazis n'aboutit pas.
En janvier 1940, un nouvel objectif est fixé, en lien avec le rapatriement des Allemands de la Baltique : le 30, un bilan intermédiaire de ces expulsions est dressé, constatant l'expulsion de 40 000 personnes.
À la fin de l'année, les SS ont expulsé 325 000 Juifs et Polonais du Wartheland et du corridor de Dantzig vers le Gouvernement général après avoir confisqué leurs biens. Les enfants et les vieillards meurent en route ou dans les camps de transit provisoires de Potulice, Smukal (à Bromberg) et Thorn. En 1941, 45 000 personnes supplémentaires sont ainsi déplacées. Les expulsions sont organisées de manière systématique à partir de la fin de l'année 1939 ; des Umwanderzentralstelle, offices pour les migrants, sont installés dans les principales villes du Gau et reçoivent pour mission d'organiser les expulsions. Des fichiers de personnes à expulser et des plans de transport sont établis, des camps d'étape sont mis en place. Cependant, rien n'est fait dans le Gouvernement général pour accueillir cette population.
Ces expulsions, destinées à renforcer la proportion d'Allemands dans le Reischgau, visent à porter la part de population allemande à 50 % de la population totale en 1945 en refoulant dans le Gouvernement général les Polonais et les Juifs, perçus par les Allemands comme sales et vecteurs de maladies. Ces expulsions sont menées dans le cadre d'un plan élaboré au printemps 1940 par Konrad Meyer-Hetling, le concepteur d'un des nombreux avant-projets du schéma général de l'Est. Cependant, ces programmes d'expulsions se heurtent aux réalités de l'économie de guerre allemande. Greiser refuse ainsi à un cadre de l'administration du chef de la police et des SS, responsable de la politique raciale, l'expulsion d'ouvriers agricoles.

### Les Polonais du Wartheland

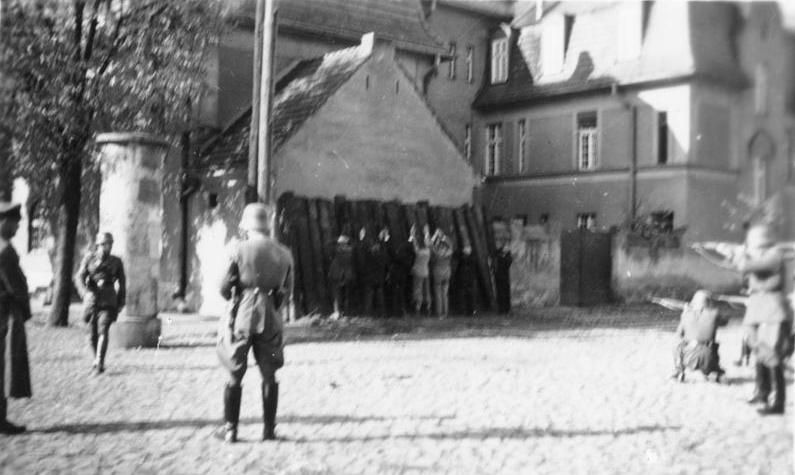
Exécution de civils polonais à Kurnik le 20 octobre 1939 guerre mondiale.

Soumis à un traitement discriminatoire, perçus comme des serfs, les Polonais du Warthegau sont très tôt victimes de mesures vexatoires. Les premiers mois d'existence du Gau voient la mise en place d'une politique de terreur systématique par la SS, chargée des « missions raciales spéciales » à l'encontre des populations polonaises et juives du Gau. Ainsi, la SS et la Wehrmacht mettent en œuvre des exécutions massives, arbitraires et publiques, dont sont victimes les Polonais et les Juifs, dans chaque ville et village du Gau qu'elles traversent et dans lesquelles elles s'installent. Ainsi, jusqu'à la fin de l'année 1939, 10 000 Polonais sont assassinés sur le territoire du Gau. Cette vague de terreur est légalisée rétroactivement par la promulgation, en février 1940, d'une ordonnance « contre les actes de violence dans les territoires de l'Est annexés ». Certains militaires de la Wehrmacht en poste en Pologne tentent de modérer cette politique en prétextant divers impératifs économiques, techniques ou logistiques. Ils se heurtent au mépris de Hitler, qui vilipende ces réserves, dignes à ses yeux de « méthodes de l'armée du Salut ».
Au mois de mai 1940, une ordonnance interdit les mariages mixtes entre Polonais et Allemands, puis en septembre, tout contact sexuel est interdit entre des Polonaises et des soldats allemands. Les Polonaises contrevenant à cette ordonnance sont condamnées au bordel militaire, tandis, que, à la fin de l'année 1941, les relations sexuelles entre Allemandes et Polonais sont punies de mort pour l'homme. En décembre 1941, un habillage juridique des crimes commis dans le Reichsgau est mis en place avec le code pénal spécifique, adopté pour les Polonais et les Juifs, qui supprime les droits de la défense et les possibilités d'appel, instituant l'immédiateté de l'exécution de la sentence. La mise en place de ces procédures judiciaires spécifiques entraîne la multiplication des condamnations à mort.
Comme dans l'ensemble des territoires polonais annexés ou occupés par le Reich, les Polonais se voient également privés d'accès à l'enseignement secondaire et supérieur. D'autres projets sont également élaborés par la SS afin d'accentuer la ségrégation entre Allemands et Polonais : par exemple, les Polonais qui souhaitent que leurs enfants continuent leurs études au-delà de la quatrième classe doivent en faire la demande. De plus, les Polonais se voient interdire de fait toute pratique religieuse, les seules Églises reconnues dans le Gau étant réservées aux Allemands.
Parallèlement à la multiplication de mesures discriminatoires, des expulsions massives sont envisagées par Himmler, qui fixe des objectifs dans ce domaine dans son ordre du 12 novembre 1939. À sa suite, des projets, élaborés sous la responsabilité de Reinhard Heydrich, mentionnent l'expulsion de 80 000 Juifs et Polonais du Warthegau. Ceux-ci connaissent un début d'application, lorsque 62 000 Polonais sont expulsés afin de permettre l'accueil des Volksdeutsche de Roumanie. En outre, à la fin de l'année 1940, sur le modèle de la Volksliste de Greiser, Himmler obtient l'autorisation de classer les populations polonaises du Gau en catégories afin de pouvoir plus facilement sélectionner les familles et les individus « germanisables ».
En février 1945, lors de la libération de Łódź, puis lors de la prise de Posen, capitale du Gau, par les troupes soviétiques, la population polonaise, victime de ces mauvais traitements, se déchaîne contre les Allemands, civils ou militaires, demeurés dans les villes conquises par l'Armée rouge.

### Colonisation et germanisation: les Allemands dans le Wartheland
Une politique visant la germanisation du Wartheland, région dans laquelle vit une minorité allemande dispersée correspondant à 10 % de la population, est également rapidement mise en place dans les mois qui suivent l'annexion du territoire et la mise en place des administrations civiles et partisanes. Dès la visite de Himmler à Greiser le 24 octobre 1939, le Reichsführer SS rend public son souhait de voir mener une politique coloniale ambitieuse et fixe des objectifs à cette occasion pour la colonisation du Wartheland et de la Prusse occidentale. Le plan élaboré en 1940 à sa demande mentionne la création d'un Grenzwall, front pionnier et frontalier, le long de la frontière avec le Gouvernement général : Himmler souhaite la mise en place d'un couloir de germanisation du Wartheland, aboutissant à la création de colonies agricoles, à un réaménagement du territoire rural conforme aux théories de Walter Christaller, avec la mise en place de colonies de vétérans
Ainsi, le décret du 4 mars 1941 détaille les modalités de la germanisation des populations non allemandes des territoires annexés, définies, dans un premier temps, à l'automne 1939, par Himmler seul, puis appliquées au cours de l'année 1940 par Himmler et Greiser; cependant, la Volksliste mise en place par Greiser recense tous les Allemands résidant dans le Gau, selon des critères politiques et culturels, et non raciaux. Satisfait malgré tout, Himmler l'étend ensuite à l'ensemble des territoires annexés. Dans le Reichsgau, les responsables nazis cherchent ainsi à appliquer le souhait exprimé par Hitler d'une totale germanisation en dix années et d'une assimilation complète du territoire au Reich, aux plans racial, politique, culturel, social et économique. En application des idées de Himmler, la population des individus « assimilables », appartenant aux catégories un, deux et trois du décret du 4 mars 1941, est également répartie en quatre catégories, selon Édouard Conte et Cornelia Essner : les membres du peuple allemands, pouvant être admis au sein du NSDAP, forment la première catégorie, les citoyens du Reich ne pouvant pas entrer au NSDAP la seconde. Les Volksdeutsche, les « allogènes de valeurs » ainsi que les « renégats allemands » constituent la troisième catégorie, les « nationaux révocables », tandis que « allogènes racialement apparentés » constituent la dernière catégorie. Selon une enquête de 1942 portant sur 4 500 habitants du Kreis de Wollstein, 7 % de la population est germanisable, 16 % doivent être rapidement expulsés, les trois quarts restants devant rester sur place provisoirement, comme main d’œuvre. En janvier 1944, la Volksliste du Reichsgau compte 510 000 inscrits, dont plus de 80 % dans les catégories I et II; de même, peu de temps avant la libération de la ville par les Soviétiques, la ville de Łódź compte 100 000 Allemands.

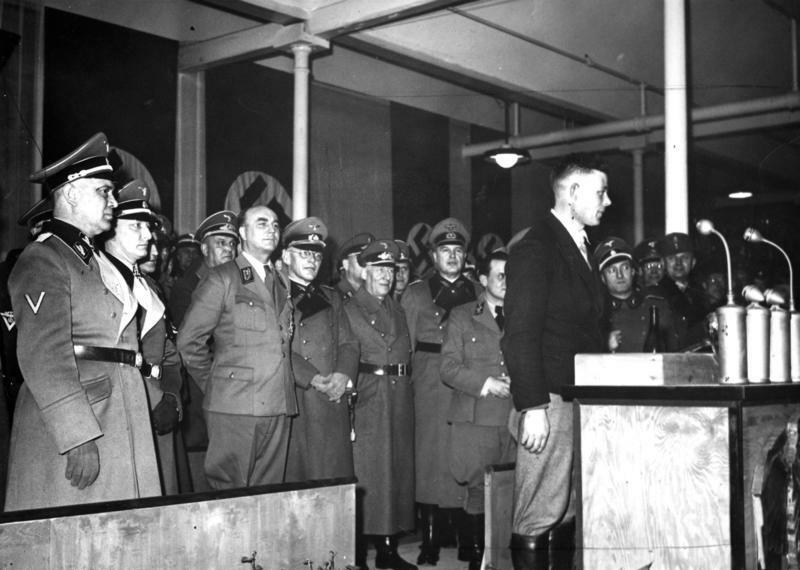
Le 16 mars 1944 guerre mondiale à Posen, cérémonie d'accueil du millionième Volksdeutsche, en l’occurrence un colon originaire de la mer Noire.

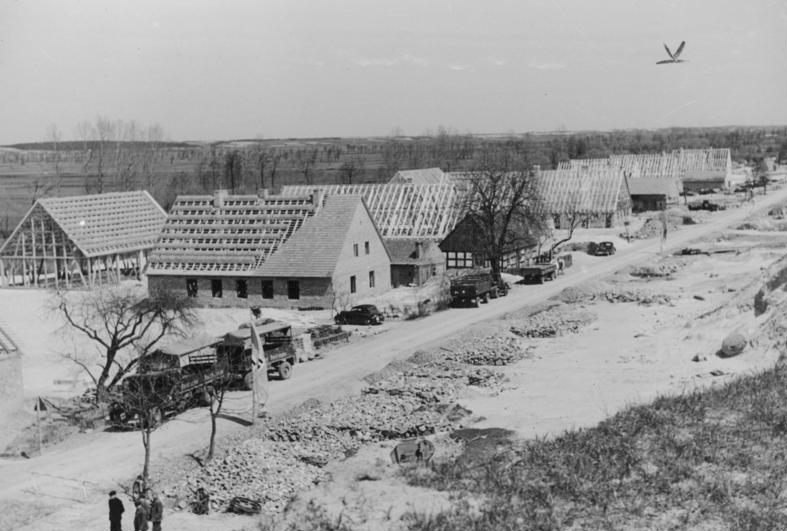
Construction d'un village de colonisation dans le Warthegau (photographie prise en 1940).

Conséquence de ce mouvement de germanisation, les projets de colonisation, visant à faire du Gau un « pont ethnique » entre le Reich et Białystok, fleurissent au Wartheland : considérée comme un espace vierge à aménager, la région est confiée à Walter Christaller,. Présentés au palais des Princesses de Berlin, lors d'une exposition destinée au grand public, à la fin de l'année 1941, les projets coloniaux nazis dans les territoires polonais annexés doivent être réalisés sans tenir compte de l'histoire du territoire. Sont ainsi proposés des projets de villages-rues, avec une place centrale, adaptées à la communauté du peuple, la Volksgemeinschaft nazie, pacifiée, et des plans de maisons pour ce Gau destiné à ne pas constituer un territoire frontalier. Il est également question de modifier, au moyen d'outils de planification, les villes existantes : Posen et Litzmannstadt sont ainsi promises à des bouleversements urbains de grande ampleur, tandis que des plans de construction d'immeubles modernes d'habitation destinés aux citoyens allemands sont élaborés.
Dans ce contexte de germanisation à outrance, les responsables du Gau et du Reich exaltent le caractère germanique du Gau dans toutes les circonstances : de nombreuses localités sont renommées, à l'image de Łódź, la seconde ville du Gau, est ainsi renommé Litzmannstadt, du nom de Karl Litzmann, héros de la bataille de Łódź en 1914.

### La déchristianisation du Wartheland
Les responsables allemands du Wartheland, parallèlement à la politique discriminatoire à l'encontre des Polonais, mènent dans le Gau une intense politique de déchristianisation, radicale et acharnée, étroitement liée à la politique de germanisation.
En effet, ce territoire à part à l’intérieur du Reich est confié à Arthur Greiser, proche de Himmler et Bormann, farouches opposants au christianisme; ce Gauleiter rappelle dans son discours du 25 octobre 1941, prononcé lors de la commémoration du second anniversaire du Gau, qu'il entend l'ériger en terrain d'expérimentation pour la mise en œuvre d'une politique religieuse d'inspiration nationale-socialiste. Il est ainsi distinct de l'Altreich du point de vue religieux. En effet, dès le 14 mars 1940, Greiser définit, dans une série de dispositions appelée les « Treize Points », la politique religieuse qu'il entend mener dans son Gau, appuyé par le SD; le texte affranchit le Gau à la fois du concordat du 10 février 1925 entre la Pologne et le Vatican et du concordat du 20 juillet 1933 entre le Reich et le Vatican.
L'Église catholique est en effet scindée en deux entités : une Église allemande et une Église polonaise, chacune dotée de statuts et de droits différents. Dans le même temps, la déclaration des Treize points interdit aux croyants allemands et polonais de fréquenter les mêmes églises. L'Église catholique romaine pour les Polonais du Wartheland, selon la terminologie officielle, et l'Église allemande, réduites l'une comme l'autre au rang de simples associations de droit privé, sont ainsi brisées et voient leur influence réduite.
Quatre associations religieuses sont constituées : l'Église évangélique de nationalité allemande de Posen dans le Wartheland, l'Église évangélique de nationalité allemande de Litzmannstadt dans le Wartheland, l'Église luthérienne évangélique de nationalité allemande dans le Wartheland occidental et L'Église catholique romaine de nationalité allemande dans le Wartheland. De plus, ces associations ne peuvent entretenir des relations avec des structures extérieures au Gau, privant les catholiques du soutien de leur hiérarchie ecclésiale. 45 églises, sur les 834 que compte le district de Posen, restent ouvertes, tandis que près de 1 300 églises sont fermées dans le Gau : la ville de Posen, par exemple, ne conserve que deux églises ouvertes, pour 180 000 fidèles, et leurs horaires d'ouverture sont très sévèrement encadrés. 500 d'entre elles deviennent des dépôts de munitions. De même, les sanctuaires, crucifix et statues votives érigées sur la voie publique sont systématiquement détruits, tandis que les deux tiers des prêtres catholiques du Gau sont assassinés ou déportés, une fois les institutions catholiques fermées. Le Vatican, parfaitement informé de cette situation, ne proteste pas de manière officielle. Les églises protestantes sont aussi touchées par cette rage antichrétienne, en dépit des multiples appels du surintendant évangélique Paul Blau (de) à Hitler, qui ne reçoit aucune réponse.
Cette politique se double d'une tentative de substituer aux rites chrétiens des rites nationaux-socialistes. En effet, les fonctionnaires en poste dans le Gau proposent aux habitants allemands une nouvelle forme de religiosité, les lebensfeier, rythmant la vie privée ; ainsi, en 1942, le rituel du mariage national-socialiste, le Eheweihe est non seulement définitivement codifié par un fonctionnaire d'état-civil en poste à Posen, mais aussi proposé à chaque couple allemand qui dépose une demande en mariage. La cérémonie doit rappeler la place du parti nazi et de ses institutions dans la vie de la nouvelle famille, inscrite sur un territoire, le Gau, totalement façonné en fonction des idéaux nazis.

## La Shoah dans le Reichsgau Wartheland

### Les populations juives dans le Wartheland

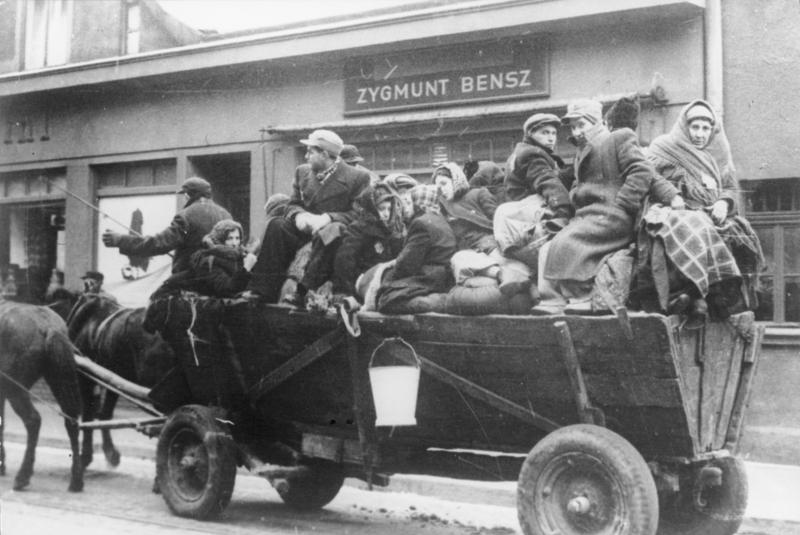
Arrivée à Litzmannstadt en 1940 de Juifs expulsés des petits ghettos du Gau.

Comme dans le Reich, la législation issue des lois de Nuremberg s'applique dans le Reichsgau, mais selon des modalités précisées par un décret de novembre 1939. Dès les premiers mois, les 600 000 habitants juifs du Gau font l'objet d'un traitement particulier, dans l'arbitraire le plus total, sous les yeux de l'armée.
Le 14 novembre 1939, Friedrich Uebelhoer, président du district de Litzmannstadt, met en place un signe distinctif pour les Juifs de son district : ils doivent porter deux étoiles jaunes, devant et sur dos. Dans le même temps, à l'automne 1939, les premiers ghettos, des regroupements de populations préludant à leur expulsion, apparaissent, à Litzmannstadt, notamment.
Au cours du mois de septembre 1941, Hitler annonce à Himmler son souhait de déporter les Juifs de l’Altreich vers les nouveaux Gaue orientaux du Reich, le Gouvernement général et l'Ostland ; le 18 septembre, Himmler informe Greiser du souhait du Führer. Réservés sur ce transfert en raison du travail de gestion des Juifs déportés, le Gauleiter et l'ensemble des autorités allemandes du Gau sont mis devant le fait accompli et tancés par Himmler et Heydrich lors d’un échange de lettres particulièrement acrimonieux. Greiser et ses subordonnés ne peuvent qu’accepter le transfert de Juifs de Vienne, Prague, Luxembourg et Berlin à Litzmannstadt. Au cours du mois de décembre 1941, pour faire face à l'afflux des Juifs de l'Altreich, les autorités allemandes commencent à mettre en œuvre l'extermination des populations résidant dans le ghetto de Łódź.

### Le ghetto de Łódź, principal ghetto du Reich
Comme en Pologne occupée, les Juifs sont rapidement tenus de résider dans des ghettos surpeuplés aux conditions de vie insalubres et manquant souvent d'eau courante et d'électricité. Rapidement, les ghettos des petites villes sont fermés et leurs habitants expulsés vers le grand ghetto de Łódź.
Premier grand ghetto à être mis en place sur le territoire du Reich, le ghetto de Łódź constitue un modèle pour les administrateurs nazis en poste dans l'ensemble de l'Europe. Sa mise en place est scrupuleusement planifiée par Friedrich Uebelhoer : le choix du quartier, les institutions juives, les relations avec l'extérieur, sont soigneusement préparés et destinés à être mis en place sur un simple ordre du chef de district. Initialement pensé par ceux qui l'ont mis en place comme « provisoire », le ghetto est pérennisé, d'abord au mois de mars 1940, puis définitivement le 18 octobre suivant, en dépit des objections de Greiser.
Une fois constitué, ce ghetto occasionne un conflit entre Greiser, soutenu par l'administrateur nazi du ghetto, et certains subordonnés de cet administrateur. Greiser aspire à faire du ghetto un centre de main d'œuvre et de production, souhaitant l'approvisionner sous certaines conditions, mais s'oppose à augmenter les rations des habitants ; d'autres sont partisans de laisser les habitants du ghetto mourir de faim. Au terme d'une période de flottement, un mode d'approvisionnement est mise en place : ceux qui travaillent reçoivent la maigre « ration polonaise », ceux qui ne travaillent pas reçoivent la « ration carcérale », insuffisante qui affaiblit ses bénéficiaires, fragilisés face aux maladies. C'est pourquoi la situation alimentaire dans le ghetto se caractérise par une famine chronique, générant de nombreux conflits non seulement entre les responsables juifs du ghetto et leurs administrés, mais aussi au sein des familles.
Par ailleurs, les contacts postaux avec l'extérieur sont possibles par l'entremise d'un service postal particulier, évoqué par Victor Klemperer. Les occupants l'interrompent d'ailleurs à chaque fois qu'ils lancent de grandes opérations d'extermination, par exemple en décembre 1941.
À la demande du président du conseil juif du ghetto, chargé de l'administration et à la recherche de moyens de subsistance pour les Juifs internés, les occupants mettent également en place les modalités de vie et de l'exploitation de la main d’œuvre qui y réside. La population juive du ghetto est ainsi classée en trois catégories, selon les lettres A, B ou C : la lettre A désigne les employés et ouvriers des ateliers, lettre B désigne la population des ouvriers ordinaires, la lettre C désigne ceux considérés par les Allemands comme inutiles à l'économie de guerre allemande et donc pouvant être exterminés à Chelmno. Les déplacements de la population sont restreints et ses résidents sont soumis à un couvre-feu très strict entre 21 heures et 5 heures du matin ; de plus, à partir du mois de janvier 1940, les Juifs du Gau ne sont plus autorisés à emprunter les chemins de fer.
En dépit de la famine, des vexations, de l'exploitation, la vie intellectuelle et culturelle dans le ghetto de Lódz est intense : multiplicité de concerts, de réunions publiques et politiques, communistes, bundistes, sionistes. Nombreux sont ceux qui rédigent un journal intime. Cette activité intellectuelle ne préoccupe nullement les Allemands jusqu'à la fin de l'année 1941 ; elle est définitivement arrêtée en mars 1944, lors de la confiscation de l'ensemble des instruments de musique possédés par les habitants.

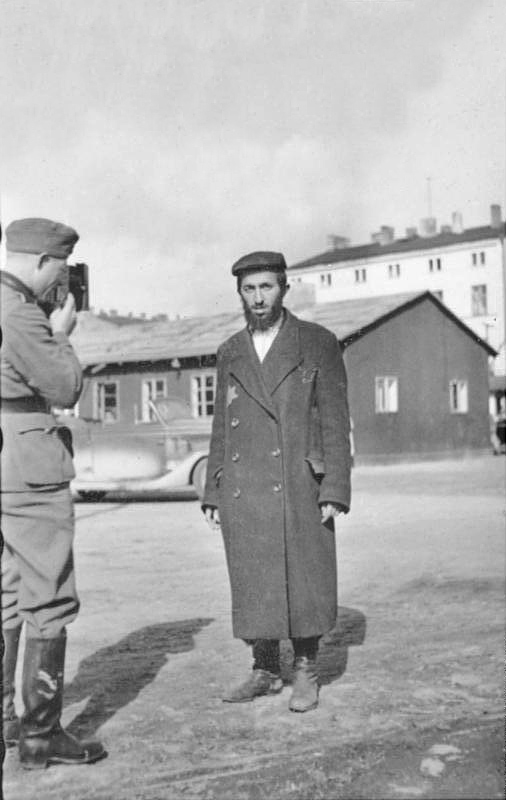
Soldat allemand d'une compagnie de propagande photographiant un habitant du Ghetto

Durant toute la durée de son existence, le ghetto a été utilisé comme moyen de propagande ou même comme attraction touristique, tant à l'intérieur qu'à l'extérieur du Reich. Ainsi, durant l'automne 1939, Goebbels fait réaliser des documentaires sur le ghetto de Lódz, insistant sur la saleté du ghetto, source de multiplication des épidémies, dont il rend responsables les Juifs : le 2 novembre 1939, il se rend en personne dans le ghetto, fait mettre en scène et filmer un certain nombre de cérémonies religieuses juives (service religieux, lecture de la Torah, abattages rituels). Durant la même période, le ghetto sert de décor pour le tournage du film Der ewige Jude, « Le Juif éternel », réalisé par Fritz Hippler, à la demande expresse de Goebbels ; le film, présenté dans le Reich comme un documentaire, est conçu comme un portrait du mode de vie juif dans le ghetto,. En avril 1940, la fille d'Arthur Greiser visite le Ghetto et se voit confortée dans ses préjugés nazis à l'égard des Juifs de l'Est.
Attraction touristique, subissant privations et vexations, les Juifs rassemblés dans le ghetto sont soumis à un génocide presque total, soit par la faim, soit lors d'Aktione, soit par les déportations vers les camps d'extermination. La famine entraîne la mort de près de 50 000 personnes, soit un quart des Juifs ayant vécu dans le ghetto. Les rafles, Aktionen, fournissent également aux policiers allemands l'occasion d'exécuter arbitrairement des Juifs, qu'ils sont censés rafler; lors des rafles perpétrées au début de l'année 1942, 55 000 Juifs disparaissent. Les derniers survivants sont gazés à Auschwitz en août 1944. En effet, en février 1944, Himmler, alors à Litzmannstadt, convient avec Greiser d'exterminer la population du ghetto, dans des conditions conformes aux souhaits du Gauleiter, puis de transférer les terrains du ghetto à la ville. Au mois de juillet 1944, le ghetto de Łódź est vidé de sa population : 7 000 habitants les 13 et 14 juillet, puis 5 000 habitants par jour à compter du 3 aout, sur ordre des Allemands. Le 28 août, le dernier convoi part pour Auschwitz. Ce ghetto, dans lequel vivent 77 000 habitants en mai 1944, 68 561 habitants le 30 juillet, héberge 980 survivants cachés dans des caves, lors de la libération de la ville par l'Armée Rouge en février 1945.

### Chełmno, le camp d'extermination du Gau

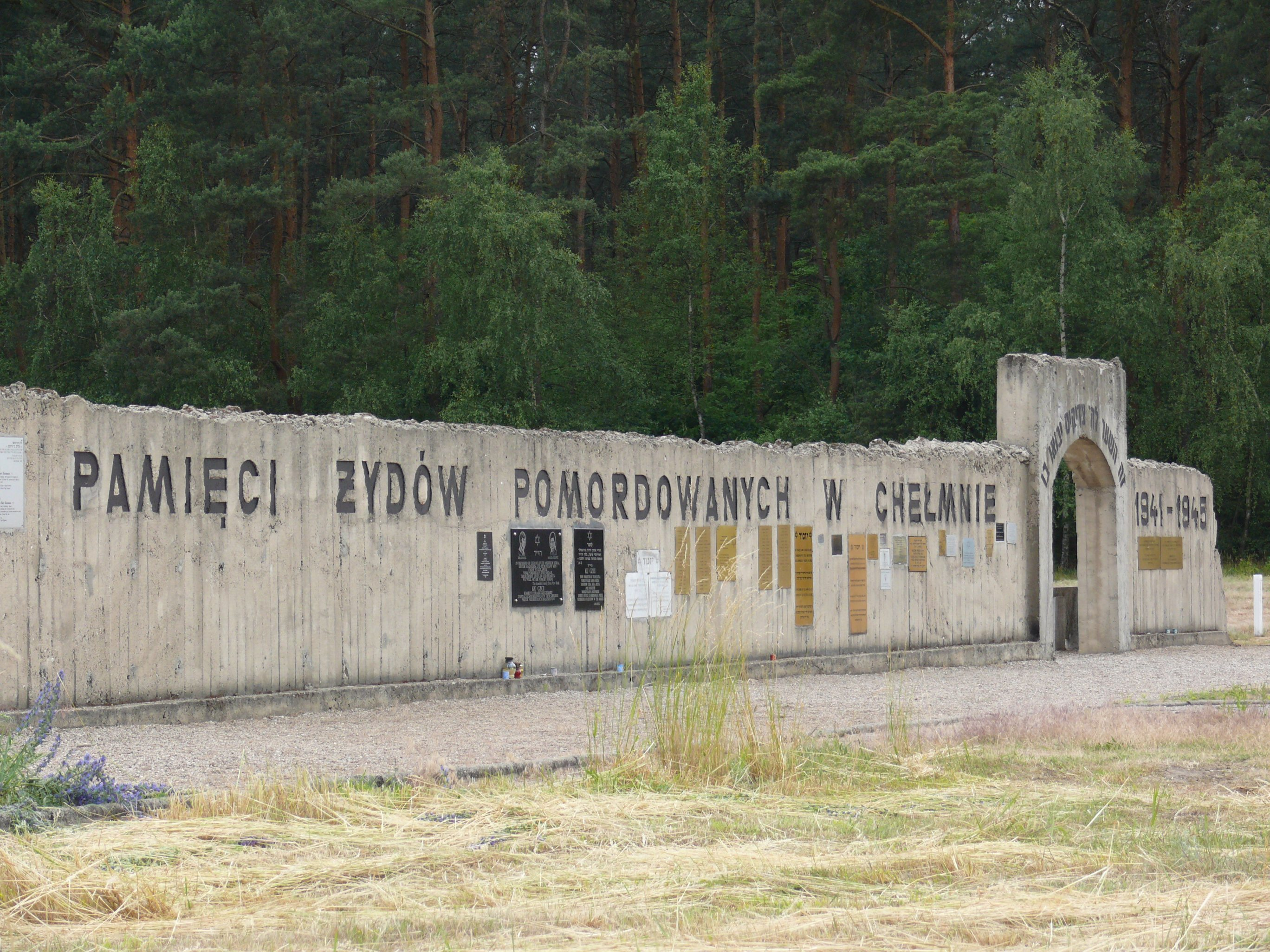
Le mur commémoratif sur le site du musée du camp d'extermination. L'inscription en polonais Pamięci Żydów pomordowanych w Chełmnie peut être traduite par « En mémoire des Juifs assassinés à Chełmno ».

Dès le mois de juillet 1941, les services de Wilhelm Koppe affirment s'interroger sur un moyen rapide pour éliminer les Juifs inaptes au travail.
Ainsi, tandis que les Juifs polonais résidant dans le Gau sont expulsés vers le Gouvernement général et remplacés par des Juifs du Reich, créant ainsi une situation difficilement contrôlable, est progressivement mis en place le Camp d'extermination de Chelmno, dans un premier temps destiné à n'exterminer que des Juifs du Wartheland. Dans le cadre de l'expulsion des Juifs polonais, les responsables SS envisagent et préparent le meurtre de masse des Juifs résidant dans le Ghetto de Łódź et dans le Gau. Ainsi, dans un premier temps, les camions à gaz sont utilisés pour l'extermination en masse des Juifs du Gau.
Installé sur un site choisi avec soin par Herbert Lange, à proximité d'une voie ferrée reliée, à Łódź via Warthebrücke et à Lemberg, un camp d'extermination est mis en place à proximité du village de Chełmno. Créé à la suite d'une initiative de Greiser, le camp est rapidement édifié et confié à la SS, mais reste sous le contrôle du Gauleiter à la différence des autres camps d'extermination nazis : en effet, le personnel SS du camp est rémunéré par un fonds de l'État, géré par Greiser en tant que Reichsstatthalter.
Le camp, destiné initialement à exterminer la population juive sans travail, résidant dans le Gau constitue un important centre d'activité des camions à gaz. Le 5 juin 1942, selon un rapport du RSHA, 97 000 personnes auraient été exterminées, « traitées », à Chełmno par ce moyen depuis le mois de décembre 1941. En mai 1942, Greiser, dans un courrier à Himmler, se dit certain que l'extermination des 100 000 Juifs de Chełmno serait achevée durant l'été.
Les survivants sont achevés et les corps enterrés dans des fosses communes aménagées dans les forêts avoisinantes. La présence de ces fosses communes entraîne des plaintes du voisinage, évoquant la résurgence des cadavres ; pour y faire face, le RSHA met en place la Sonderaktion 1005, destinée à faire disparaître les cadavres des Juifs exécutés : à Chełmno, l'action est lancée à partir de juin 1942.
Le camp est utilisé jusqu'au mois de janvier 1945, selon Kershaw, jusqu'à l'été 1944, selon Friedländer. Les Juifs du ghetto de Łódź sont les derniers à y être exterminés en masse au cours de l'été 1944.

## Le Reichsgau au fil du conflit

### Participation à l'effort de guerre allemand
Dès les premiers jours de l'occupation, l'exploitation économique du territoire est organisée à la fois par les services dépendant de Göring, par les services économiques du Gau et par les services économiques de la Wehrmacht. Une procédure est rapidement mise en place, Göring et Himmler s'étant répartis les compétences dès le début du mois de novembre 1939, les services de Göring administrant les entreprises industrielles et commerciales, tandis que les services de Himmler gèrent de nombreuses propriétés agricoles ou en exproprient d'autres, par exemple, des bâtiments dans le village de Chełmno à la fin de l'année 1941.
Cette exploitation s'effectue dans un premier temps en utilisant les ressources du système fiscal en vigueur dans le Reich, en étendant et en systématisant le système fiscal mis en place pour soumettre à l'impôt les Juifs allemands. En effet, exclus du système social en place dans le Reich, les Polonais originaires du Gau doivent s'acquitter d'une taxe spéciale, la « taxe de compensation des prestations ». De plus, les Polonais sont systématiquement soumis aux tranches les plus défavorables du calcul de l'impôt sur le revenu.
Les capacités économiques du Gau sont également mises à contribution. Dès le 29 février 1940, dans un contexte marqué par les frictions entre SS et armée autour de la politique d'occupation en Pologne, Göring convoque une réunion à laquelle sont conviés les responsables nazis des territoires orientaux contrôlés par le Reich, dont Greiser et Frank, le Reichsführer Himmler et le ministre de l'économie, Lutz Schwerin von Krosigk. Il y rappelle les objectifs assignés aux territoires polonais occupés ou annexés par le Reich : renforcer le potentiel économique du Reich. Ainsi, Łódź est-elle un important centre industriel exploité au profit de l'économie de guerre du Reich : lors de l'évacuation de la ville en janvier 1945, Speer fait évacuer en catastrophe les machines-outils des nombreuses usines que compte la ville.
Enfin, l'exploitation des capacités productives du Gau se traduit également par l'envoi de la main d’œuvre locale dans le Reich : dès le mois de novembre 1939, les services économiques de Berlin assignent comme objectif aux dirigeants locaux l'envoi de 800 000 Polonais originaires du Gau pour travailler dans les industries et dans l'agriculture allemandes.

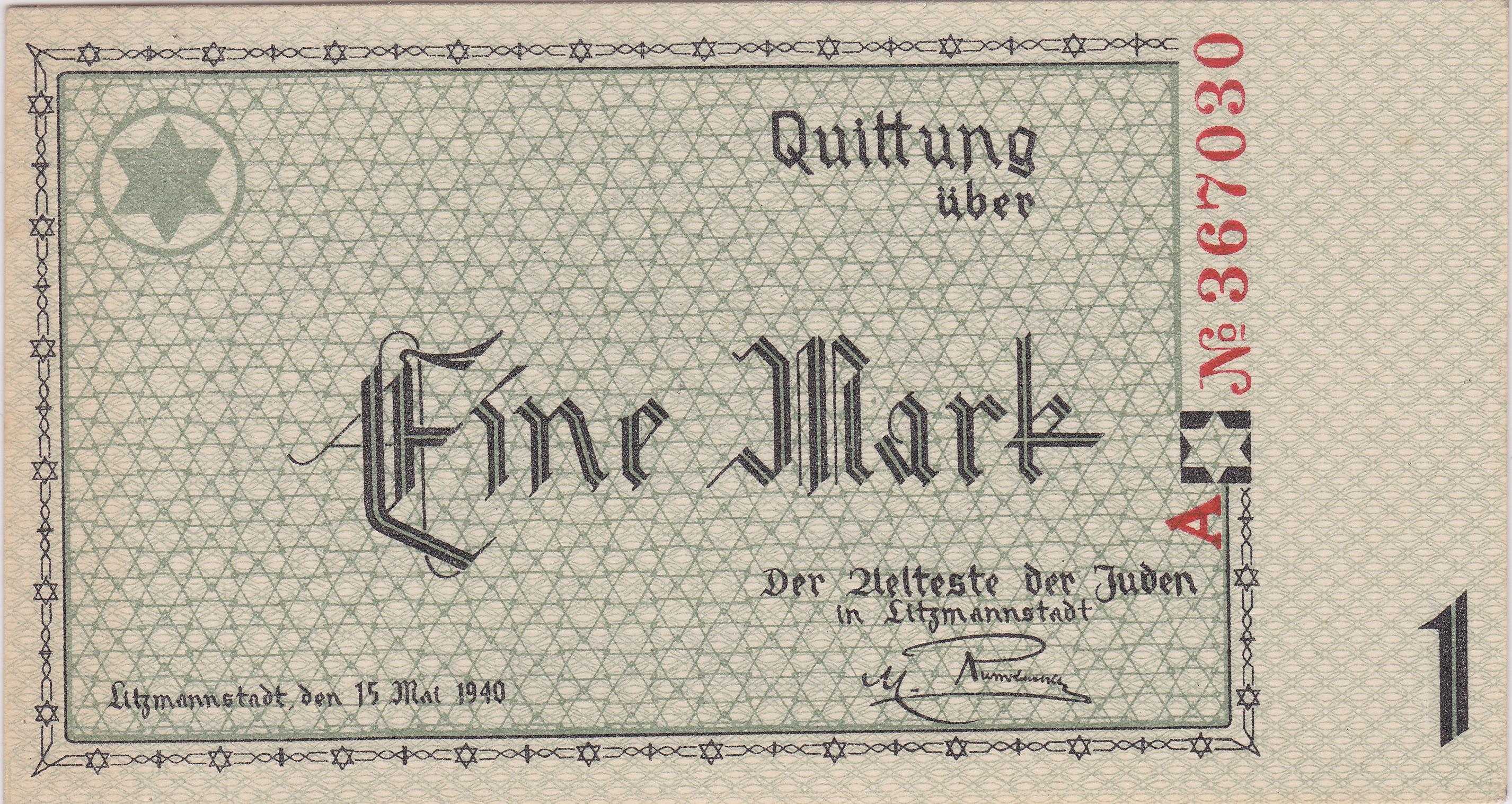
Billet d'un Mark, émis en 1940, ayant cours dans le ghetto de Łódź.

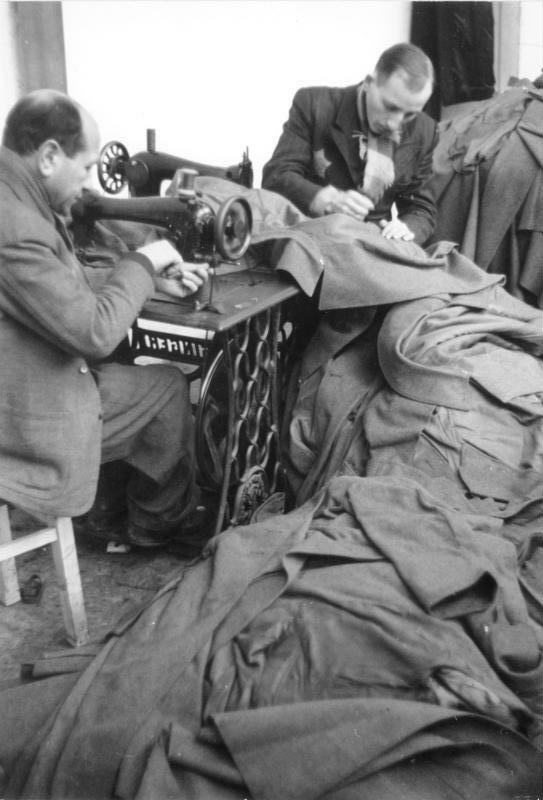
Un atelier de confection dans le Ghetto en 1941.

Les Juifs participent également à l'effort de guerre du Reich, en se faisant exproprier et exploiter par l'administration allemande. En effet, lors de la constitution du ghetto de Łódź, les petits ghettos du Gau sont vidés de leurs habitants, ces derniers devant abandonner leurs biens qui sont alors déclarés « abandonnés », puis vendus à des Allemands de la région à vil prix. Dans le ghetto de Łódź, devenu pérenne au fil des mois, il est décidé d'adopter l'approche de Greiser consistant à utiliser la main d’œuvre juive au profit de l'économie du Reich. Des mesures sont ainsi mises en place à l'instigation des autorités allemandes destinées à financer l'approvisionnement du ghetto par l'exploitation de la main d’œuvre ou par le pillage des richesses des résidents. Une fois la population juive du ghetto répertoriée et classée en catégories, la transformation du ghetto de Lódz en centre de production permet aux autorités allemandes d'exploiter la main d’œuvre et de l’escroquer, en amont de la production, en livrant des quantités de matières premières inférieures à celles annoncées et en aval de la production, en introduisant une taxe sur les salaires de 65 %. 95 % des capacités de production sont ainsi exploitées au service de l'économie de guerre allemande. Cette exploitation de la main d’œuvre juive ne se limite pas seulement à la mise en place d'une activité économique au service du Reich dans le ghetto. Elle inclut aussi l'emploi d'une partie de cette main d’œuvre dans les travaux de construction dans l’Altreich. À la demande de Fritz Todt, le RSHA autorise l'emploi de 10 000 Juifs issus des ghettos du Wartheland dans la construction de l'autoroute devant relier Posen à Francfort-sur-l'Oder. Cette exploitation prend aussi la forme d'une spoliation monétaire : à Łódź, par exemple, une monnaie spécifique, ayant seul cours légal, est introduite, permettant de confisquer les devises des Juifs forcés d'y résider.

### Derniers mois duGau

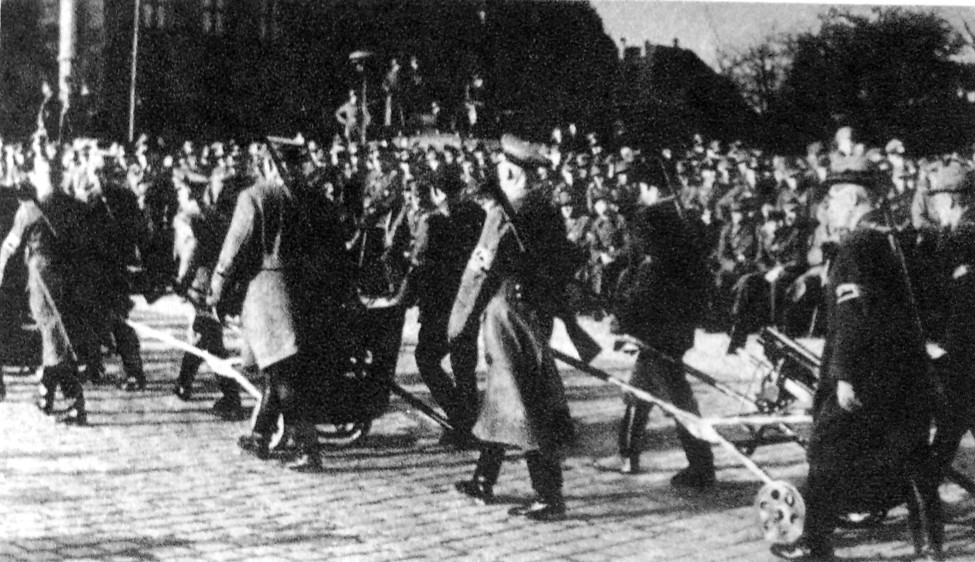
Défilé du de à Posen en 1944.

Circonscription éloignée des combats après sa conquête, le Gau est mis en défense à partir du printemps 1944.
Par le décret du 8 mars 1944, Hitler ordonne la constitution de places fortes, dans les territoires contrôlés ou annexés par le Reich : le décret dresse non seulement la liste des villes concernées, mais fixe les obligations de leurs commandants. Au fil de l'année qui s'écoule, le décret est mis en application dans le Gau et Posen est ainsi érigée en forteresse. De plus, Arthur Greiser, contraint d'appliquer le décret du 28 juillet 1944 préparé par Guderian, est obligé de mettre en défense sa circonscription, située dans les territoires orientaux du Reich : appuyées sur les fortifications existantes, érigées avant la Première Guerre mondiale puis dans les années 1920, de nombreuses positions défensives sont alors construites.
Le front allemand se stabilise à l'Est de Varsovie au début du mois d’août 1944. Ce n'est qu'au mois de janvier 1945 que les Soviétiques, rééquipés et renforcés, reprennent leur avance. Comme Koch en Prusse orientale, Greiser refuse de prendre les dispositions nécessaires en vue de l'évacuation, en dépit de l'inquiétude des populations allemandes, encore épargnées par les bombardements aériens qui frappent les régions occidentales du Reich. Cependant, le 17 janvier 1945, soit cinq jours après le début de l'offensive soviétique, il ordonne, trop tard, l'évacuation des régions les plus à l'est du Gau. Mais la majeure partie de la population se trouve dans l'incapacité de fuir devant l'avance soviétique, qui entraîne la mort de 50 000 personnes.
De plus, comme les autres Gauleiter de l'ensemble du Reich, conformément aux directives de Martin Bormann, Greiser coordonne dans son Gau la mise en place du Volkssturm, dernière levée d'homme destinée à défendre le Reich aux abois. Il parvient à lever de nombreux bataillons, envoyés, souvent à la demande des militaires, pour tenter de colmater un front éventré en janvier 1945. 10 000 recrues originaires du Gau, réparties dans 32 bataillons, sont ainsi dépêchées sur le front, mais sont rapidement écrasées ou débordées par des unités soviétiques que rien n'arrête. À partir du 20 janvier, les bataillons du Volkssturm sont déployés pour défendre la ligne de la Warthe, mais sont également rapidement éliminés par des unités soviétiques mieux formées et mieux équipées qu'elles.

## Disparition du Gau

### Libération

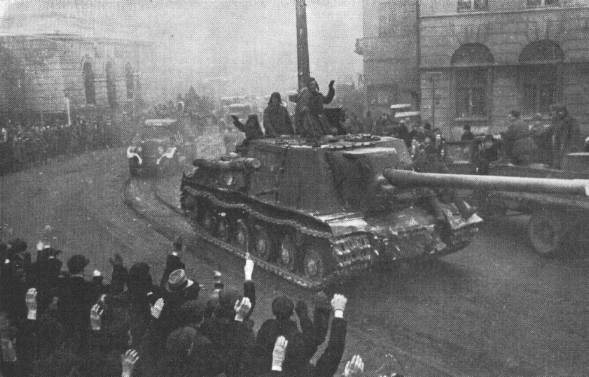
le 19 janvier 1945, les unités soviétiques traversent Łódź libérée.

Les stratèges soviétiques font du territoire du Gau un objectif stratégique pour l'offensive d'hiver alors en préparation durant l'automne 1944 : en effet, le 1er front de Biélorussie doit parvenir, au terme de la poursuite des unités allemandes en retraite, sur la ligne Bromberg-Posen, où doit se faire la jonction avec les unités du 1er front ukrainien ; Lodz, alors située à 140 km des positions soviétiques sur la Vistule, constitue alors le premier objectif stratégique à atteindre pour les unités soviétiques. Une planification rigoureuse est mise en place, mais elle est rapidement remise en cause au terme des premiers succès soviétiques et de la réussite de l'exploitation : la ville de Łódź est libérée par l'Armée rouge six jours après le début de l'offensive, alors que les stratèges soviétiques estimaient que cette libération interviendrait douze jours après le début des opérations.
Le territoire du Gau est libéré lors de l'offensive d'hiver soviétique, au cours des dix derniers jours du mois de janvier 1945. La ville de Łódź, important centre industriel, est prise d'assaut le 19 janvier par les Soviétiques, alors que la faible garnison allemande retraite en catastrophe.
Après un siège en règle, la ville de Posen, déclarée forteresse le 21 janvier, est définitivement conquise par l'Armée rouge le 24 février 1945 ; en effet, évacués par les services du Gau, la ville, encerclée sur trois côtés à partir du 25 janvier est défendue avec acharnement par Ernst Gonell jusqu'à son suicide le 22 février, la veille de l'assaut soviétique sur la citadelle ; cette résistance entraîne la destruction des infrastructures ferroviaires et routières de la ville, contribuant au ralentissement de l'offensive soviétique.
La population allemande fuit dans le chaos, décimée par la rigueur de l'hiver ou par la répression soviétique, à l'image de la population allemande de Łódź, évacuée dans le plus grand désordre à partir du 13 janvier 1945, victime autant de la désorganisation liée à la débâcle allemande que des raids aériens soviétiques.

### La volatilisation dans la tourmente de l'hiver 1945

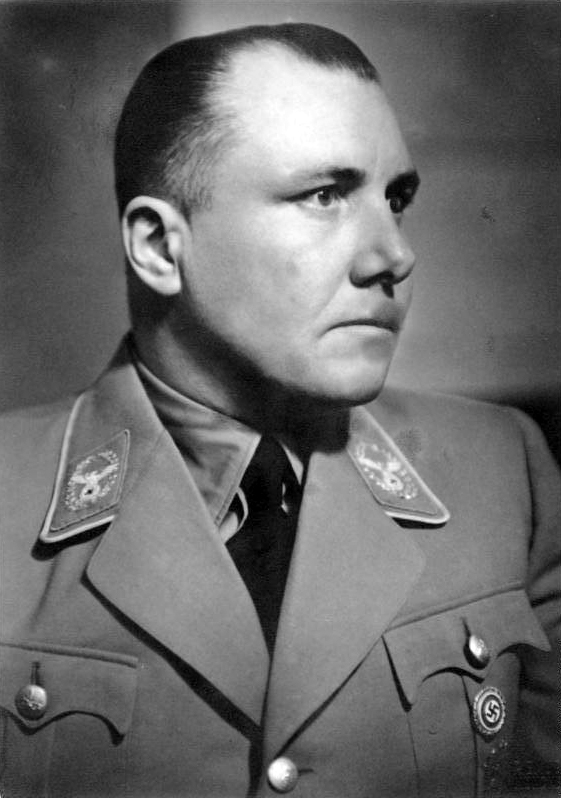
Martin Bormann, dans son uniforme de de en 1939, tente de s'opposer au discrédit qui frappe le NSDAP après la fuite d'Arthur Greiser

Au mois de janvier 1945, en dépit des efforts de mise en défense de l'automne précédent, le territoire du Gau est en première ligne. Arthur Greiser, qui ne cesse de faire croire à la solidité des défenses allemandes, refuse de préparer l'évacuation de l'ensemble de la population, se contentant d'ordonner, dans un premier temps, l'évacuation des districts orientaux. Malgré ces ordres, la population allemande de l'ensemble du Gau fuit dans des conditions dramatiques, rapidement connues dans l'ensemble du Reich.
Alors que les civils allemands de Posen sont tenus dans l'ignorance de la proximité des unités soviétiques, Arthur Greiser obtient d'Adolf Hitler le 20 janvier 1945 l'autorisation de déménager les bureaux de son administration à Francfort-sur-l'Oder, en exagérant la menace qui pèse alors sur la ville de Posen. C'est d'ailleurs en étant témoin de la fuite de Greiser que la population allemande de la ville, jusque-là dupe des discours rassurants des responsables du ministère de la propagande, prend conscience de la réalité de la menace représentée par les unités soviétiques. Pour procéder à l'évacuation des biens et dossiers des services du Gau, tous les camions possibles sont réquisitionnés. Greiser parti, la ville de Posen est le théâtre de scènes de chaos : les civils allemands se battent pour monter dans les derniers trains au départ vers l'Ouest, des soldats débandés pillent la ville tandis que les Waffen-SS fusillent les « défaitistes ».
La fuite du Gauleiter discrédite le NSDAP au sein de la population allemande. Martin Bormann tente alors d'opposer des contre-feux tandis que Greiser continue à faire fonctionner les services de son Gau, depuis les locaux de la police de Karlsbad. En effet, il adresse à Himmler et Bormann des rapports réguliers sur la situation dans le Gau, au moins jusqu'au 20 février 1945, date du dernier rapport conservé.